# Vestiges of the Natural History of Creation

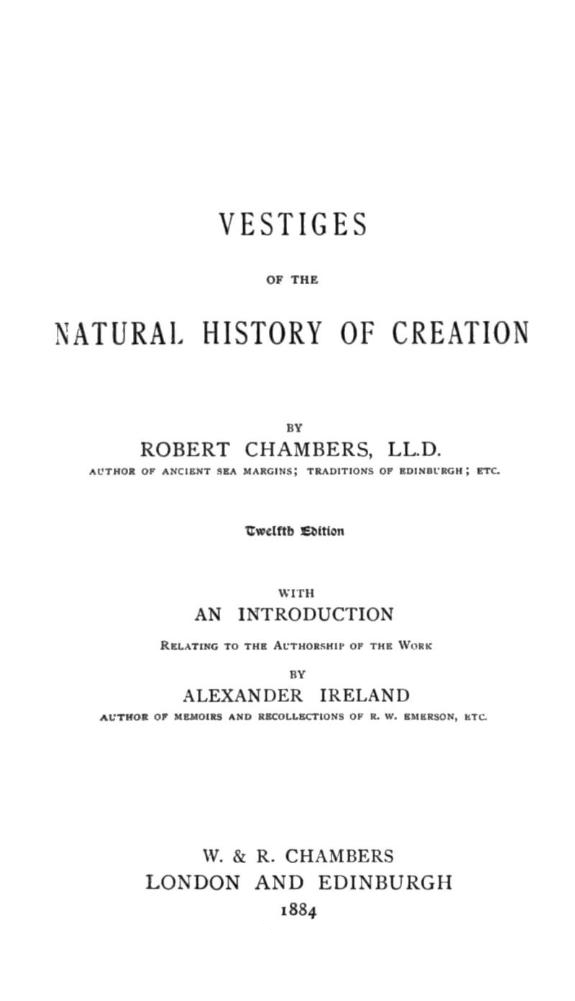

Vestiges of the Natural History of Creation foi um livro publicado anonimamente na Inglaterra, em 1844. Propunha uma teoria natural de evolução cósmica e biológica, colocando juntas numerosas teorias científicas especulativas daquela época, tendo criado considerável controvérsia política na sociedade vitoriana devido ao seu radicalismo e por ser pouco ortodoxo.
Explorando os avanços contemporâneos acerca da prensa gráfica a vapor e a popularização dos trabalhos derivados, o livro tornou-se um "best seller", vendendo milhares de cópias, sendo lido por pessoas com ou sem destaque social, do plebeu à rainha.
Mesmo impresso em uma bem-sucedida gráfica de propriedade do irmão do autor, durante muitas décadas houve especulações sobre a real identidade de seu autor. A 12ª edição, publicada em 1884 finalmente revelou oficialmente que o autor era Robert Chambers, um jornalista escocês que nascera com seis dedos nos pés e nas mãos - cuja tentativa de remoção via cirurgia não fora o que se possa chamar de sucesso - e cuja morte remonta a 1871.
Escrito de forma clara, vívida e mais instigadora do que original, o  livro defendia, apoiando em argumentos convincentes, que, ao contrário da ideia dominante à época, "as espécies não são fixas", e que todos os animais teriam se desenvolvido de uma forma primitiva. Trata-se da ideia central encontrada na moderna teoria da Evolução, encontrada no citado livro entretanto sob o termo "transmutação". 
O livro era particularmente polêmico - justificando assim a postura de anonimato do autor - por explicitamente declarar ser o homem também uma espécie resultante de um processo evolutivo - de transmutações - ideia esta até então mantida "a parte" em discussões sobre fixismo versus transmutação dado o direto confronto com o dogma religioso em vigor à época; a do homem como ser especial na criação, gerado à imagem e semelhança de Deus.
Embora não apresentasse nenhum explicação acerca das causas ou mesmo do mecanismo que ocasionariam a transmutação, o livro foi de vital importância para a divulgação da ideia da transmutação e na solidificação do conceito de evolução junto à sociedade da época ao impelir a crítica ao fixismo e a busca por respostas quanto à causalidade e mecanismo inerentes à transmutação. Estas não tardaram a ser encontradas, sendo primeiro apresentadas de forma convincente no livro "A origem das espécies", obra devida, conforme de conhecimento público, a Charles Darwin. 
Com primeira edição datada de 1859, em verdade a obra de Darwin é contemporânea à presente, fato que, ignoradas especulações cabíveis, certamente implica a necessidade de considerações pertinentes. Ao que consta, o próprio Darwin foi crítico implacável da obra.